# Хемингуэй, Лестер
Лестер Кларенс Хемингуэй (англ. Leicester Clarence Hemingway, 1 апреля 1915, Ок-Парк, Иллинойс — 13 сентября 1982, Майами-Бич, Флорида) — американский писатель

 и активист, младший брат Эрнеста Хемингуэя.

## Биография
Хемингуэй родился в городе Ок-Парк, штат Иллинойс, в семье врача Кларенса Эдмондса Хемингуэя и музыканта Грейс Холл Хемингуэй. Он был младшим из шести братьев и сестер, другими были Марселин (1898—1963), Эрнест (1899—1961), Урсула (1902—1966), Мадлен (1904—1995) и Кэрол (1911—2002).
На протяжении своей жизни Лестер стал автором шести книг. Дебютной книгой Хемингуэя стал написанный в 1953 году роман «Звук трубы», основой для создания которого послужил личный опыт автора во время Второй мировой войны. В 1961 году он написал биографическую книгу «Мой брат, Эрнест Хемингуэй».
Первой супругой Хемингуэя стала Патриция «Патти» Шедд, от которой у него родилось двое сыновей: Джейкоб Эдмондс и Питер. В браке со своей второй женой Дорис Мэй Даннинг у него родились две дочери, Энн и Хилари, впоследствии ставшая писательницей.

## Активизм
В июле 1964 года Хемингуэй, находясь на бамбуковом плоту у берегов Ямайки, провозгласил на судне создание Новой Атлантиды — независимого государства с республиканской формой правления. В 1966 году страна была смыта тропическим штормом.

## Смерть
13 сентября 1982 года 67-летний Хемингуэй покончил с собой выстрелом в голову после того, как несколько лет безуспешно пытался бороться с ранее диагностированным сахарным диабетом II типа.